# Rudolph von Fischer-Benzon

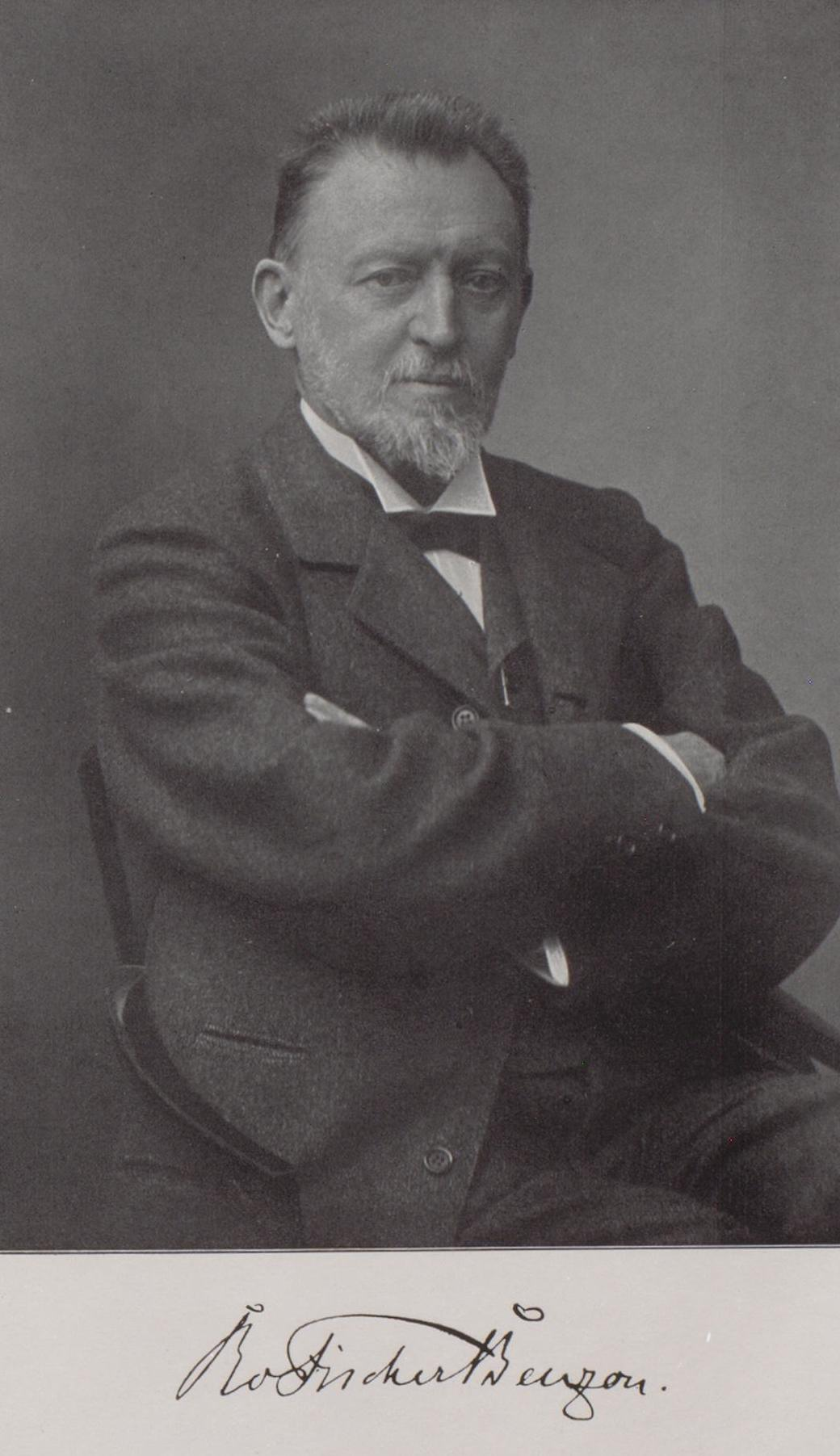
Rudolph von Fischer-Benzon, vor 1934

Rudolph Jacob Dietrich von Fischer-Benzon (* 2. Februar 1839 in Elsdorf-Westermühlen; † 18. Juli 1911 in Wyk auf Föhr) war ein deutscher Gymnasiallehrer und Landesbibliothekar. Er war der erste Leiter der Schleswig-Holsteinischen Landesbibliothek. Auch war er als Botaniker tätig.

## Leben
Rudolph von Fischer-Benzons Vater war der Forstbeamte Emil von Fischer-Benzon (1809–1881) und sein Großvater väterlicherseits war Jacob Ludwig Fischer (1776–1833), welcher 1805 unter dem Namen von Fischer-Benzon in den dänischen Adel aufgenommen wurde.
Fischer-Benzon besuchte in den Jahren 1852 bis 1857 die Domschule Schleswig und von 1857 bis 1859 die Polytechnische Vorbereitungsanstalt Hamburg. Von 1859 bis 1865 studierte er Naturwissenschaften (Physik, Mineralogie, Mathematik und Botanik) an der Christian-Albrechts-Universität Kiel, wo er im Jahr 1865 mit einer Dissertation Über das relative Alter des Faxekalkes promoviert wurde. Im selben Jahr bekam er die Lehrbefugnis (venia legendi) verliehen.
Seine 1894 erschienene Altdeutsche Gartenflora widmete er Ernst H. F. Meyer (Botaniker) und Victor Hehn (Erforscher der Geschichte der Kulturpflanzen).

## Berufliche Tätigkeiten
Fischer-Benzon unternahm Forschungsreisen durch Norwegen und Schweden, war Hauslehrer in Kurland bei der Familie des Fürsten von Lieven auf Schloss Blieden (1867–1869), gab Vorlesungen an der Universität Kiel auf den Gebieten Geographie und Geologie (1869). Er trat in den höheren Schuldienst ein mit Unterrichtstätigkeiten an den Gymnasien in Meldorf, Hadersleben und Husum (1869–1878), von 1878 bis 1892 an der Kieler Gelehrtenschule (1889 Verleihung des Professorentitels) bis zu seiner Pensionierung aus gesundheitlichen Gründen zum 1. Januar 1893. Danach war er Leiter der Provinzialbibliothek (seit 1899: Schleswig-Holsteinische Landesbibliothek) in Kiel (1895–1911).
Als erster schleswig-holsteinischer Landesbibliothekar legte er im Jahr 1898 einen gedruckten Katalog der Schleswig-Holsteinischen Landesbibliothek vor (Nachtragsband 1907). Seit 1898 war er außerdem Schriftführer der Gesellschaft für Schleswig-Holsteinische Geschichte.

## Auszeichnungen
- Danebrogorden (Dänemark) und Roter Adlerorden 4. Klasse (beides 1893); Kronenorden 3. Klasse (1908).
- Sandsteinstele auf dem Friedhof Eichhof in Kiel in der Nähe der Friedhofskapelle (Sein Grab auf dem Friedhof ist nicht mehr erhalten).

## Schriften
O. Agricola: Rudolph Jacob Didrich v. Fischer-Benzon. Schriftenverzeichnis. In: Zeitschrift der Gesellschaft für Schleswig-Holsteinische Geschichte. Bd. 41 (1911), S. X–XII (Digitalisat).
- Ueber das relative Alter des Faxekalkes und über die in demselben vorkommenden Anomuren und Brachyuren. Schwers’sche Buchhandlung, Kiel 1866 (Dissertation Universität Kiel).

- Die geometrische Konstruktionsaufgabe. Fiencke, Kiel 1884 (Digitalisat).

- Die Moore der Provinz Schleswig-Holstein. Friederichsen, Hamburg 1891.
- Altdeutsche Gartenflora. Untersuchungen über die Nutzpflanzen des deutschen Mittelalters, ihre Wanderung und ihre Vorgeschichte im klassischen Altertum. Lipsius & Tischer, Kiel/Leipzig 1894 (Digitalisat); Neudruck: DOGMA, Bremen 2012, ISBN 978-3-95507-381-7.
- Die Flechten Schleswig-Holsteins. Lipsius & Tischer, Kiel 1901.
- Die Schleswig-Holsteinische Landesbibliothek. In: Die Heimat. Monatsschrift des Vereins zur Pflege der Natur- und Landeskunde in Schleswig-Holstein, Hamburg und Lübeck. Bd. 17 (1907), Heft 8, August 1907, S. 177–179 (Digitalisat).